# Ostroveni (okręg Dolj)
Ostroveni – wieś w Rumunii, w okręgu Dolj, w gminie Ostroveni. W 2011 roku liczyła 3504 mieszkańców.